# SS Minnetonka (1901)
«Миннетонка» (SS Minnetonka) — британский лайнер, построенный в 1901 году, который в 1902—1914 годах выполнял трансатлантические рейсы, в основном, по маршруту Лондон — Нью-Йорк.
В начале 1915 года переоборудован для перевозки военных грузов для нужд британской армии. Потоплен торпедами немецких подводных лодок в январе 1918 года.
Лайнеры класса «Минне» были одними из визитных карточек американской фирмы «Atlantic Transport Line». «Миннетонка» была рассчитана на 250 пассажиров, все места — первого класса. К услугам пассажиров была беспроводная радиосвязь — редкая новинка на тогдашних кораблях.

## История
Третий по счету лайнер класса «Минне» (после «Миннесоты» и «Миннеаполиса»). Построен на известной верфи «Harland and Wolff» в Белфасте. Спущен на воду 12 декабря 1901 года.
17 мая 1902 года начал первое плавание Нью-Йорк — Лондон для фирмы «Atlantic Transport Line». На лайнере был радиоаппарат конструкции Маркони — редкая новинка на тогдашних кораблях. Именно между «Миннетонкой» и «Этрурией», по материалам «The New York Times», в 1902 году была сыграна первая в истории партию в шахматы по беспроводному радио. По состоянию на 1904 год в мире насчитывалось лишь 32 пассажирских корабля с аппаратом Маркони на борту.
На «Миннетонке» в июле 1907 года возвращался из Англии домой Марк Твен, после получения звания «почетного доктора литературы» Оксфордского университета. На борту он познакомился с 9-летней Дороти Квик, с которой потом подружился и часто виделся, а Дороти под влиянием Марка Твена также стала писательницей. Корабль упоминал в своем произведении английский писатель Джеффри Фарнол (англ. Jeffery Farnol).
Лайнер выполнил более 135 трансатлантических рейсов, последний из которых завершился 31 декабря 1914 года. В начале 1915 года переоборудован для перевозки военных грузов для нужд британской армии. «Миннетонку», которая 2 февраля 1917 в сопровождении британских эсминцев «Nereide» и «Sheldrake» плыла из Марселя в Бизерту (Тунис), хотела атаковать немецкая подводная лодка U-35 под командованием Лотара фон Арно де ла Перьера — самого результативного подводника всех времен. Обстрел не удался из-за слишком большого расстояния между кораблями.
Также неудачной была попытка нападения на лайнер со стороны субмарины UC-34 под командованием Хорста Обермюллера. Во время этого плавания 24 сентября 1917 года «Миннетонку» сопровождали японские эсминцы «Каси» и «Янаги».
30 января 1918 года во время перевозки военной почты из Порт-Саида (Египет) в Мальту и Марсель корабль был без сопровождения, чем воспользовались немецкие подводные лодки U-64 и UC-67. За 40 миль к северо-востоку от острова Мальты в 16:43 и 17:00 они попали в «Миннетонку» торпедами. Четверо членов экипажа погибли, 10 человек были взяты в плен.

## Галерея

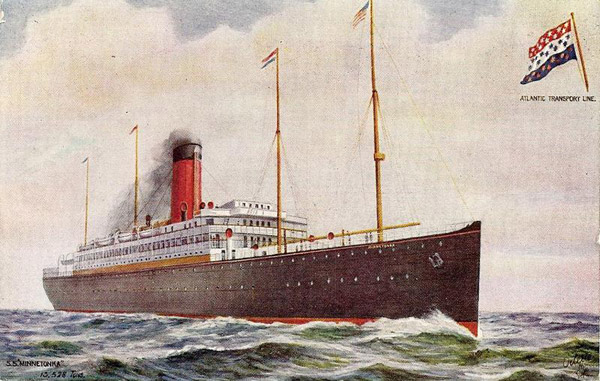
Довоенная открытка
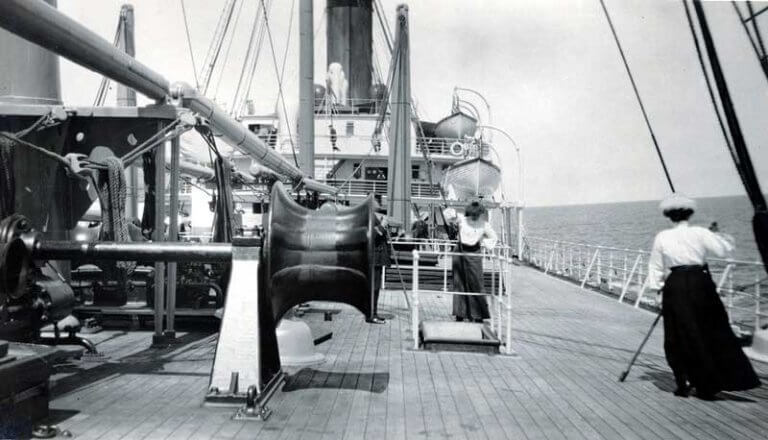
Палуба лайнера
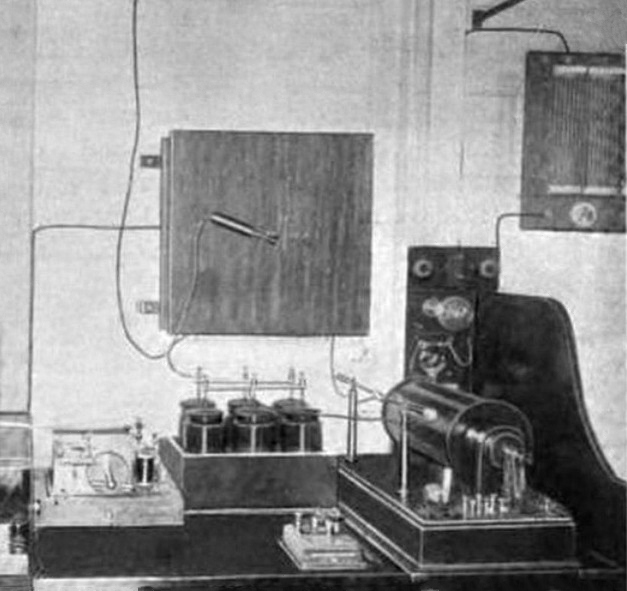
Радиопередатчик конструкции Маркони на корабле; вероятно, в 1902 году именно на нем передавали ходы первой шахматной партии на радиоволнах
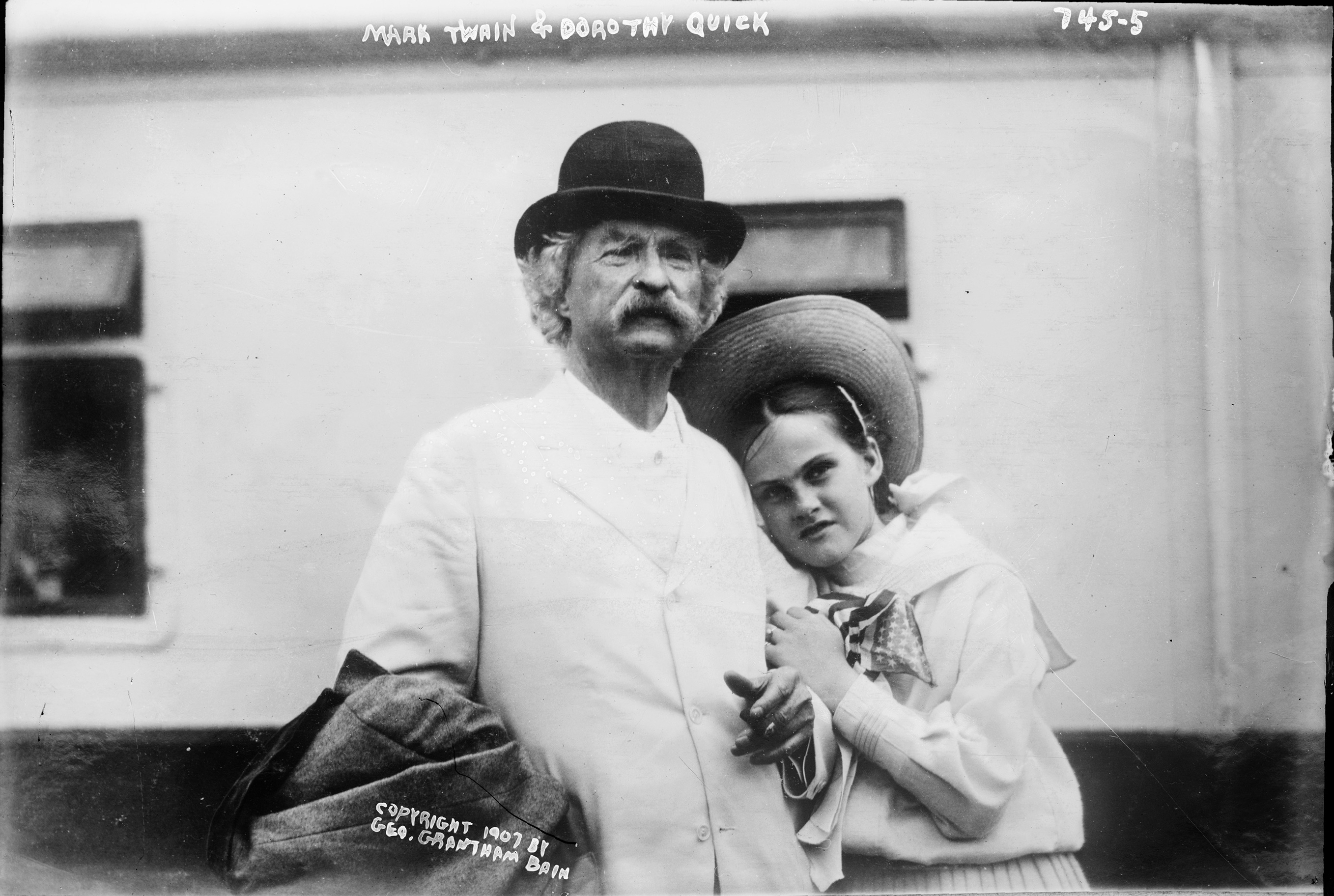
Марк Твен и Дороти Квик на "Миннетонке" (1907)